# Mistrzostwa Świata w Łyżwiarstwie Figurowym 1961
Mistrzostwa świata w łyżwiarstwie figurowym 1961 – zawody rangi mistrzowskiej w łyżwiarstwie figurowym, które miały odbyć się w Pradze.

## Odwołanie zawodów
Zobacz też: Katastrofa lotu Sabena 548
Mistrzostwa świata 1961 miały rozpocząć się 22 lutego 1961 r. w Pradze na terenie ówczesnej Czechosłowacji. Zawody zostały odwołane na tydzień przed planowanym rozpoczęciem tj. 15 lutego, z powodu katastrofy lotniczej samolotu lecącego z Nowego Jorku do Brukseli na pokładzie którego znajdowała się amerykańska reprezentacja łyżwiarzy figurowych podróżująca na mistrzostwa. Wśród 73 ofiar katastrofy, było 18 członków reprezentacji Stanów Zjednoczonych, sześciu trenerów, menadżer reprezentacji, trzech sędziów oraz sześciu członków rodzin reprezentantów USA.
Komitet ISU ogłosił dzień po katastrofie, że w wyniku zaistniałej tragedii mistrzostwa zostają odwołane i jednocześnie odmówił udzielenia szczegółowych informacji o tym, którzy członkowie komitetu głosowali za tym postulatem.